# جایبا
جایبا (به ایتالیایی: Gaiba) یک کومونه در ایتالیا است که در استان روویگو واقع شده‌است.

## خصوصیات
جایبا ۱۲٫۱ کیلومترمربع مساحت و ۱٬۱۰۹ نفر جمعیت دارد و ۹ متر بالاتر از سطح دریا واقع شده‌است.

## خواهرخوانده
شهرهای کولنیو، الورنیا و Rocchetta Sant'Antonio خواهرخوانده‌های جایبا هستند.